# 吴廷祚
吴廷祚（918年—971年），字庆之，后周、北宋太原府（今山西省太原市）人。

## 生平
吴廷祚好学喜读书，沉厚寡言，聚书万卷，信奉佛教。后周太祖郭威时吴廷祚投军，为亲校，后累迁知怀州、皇城使、权知郓州等。周世宗登基后，先后出任内客省使、宣徽南北院使、判河南府、知西京（今河南省洛阳市）留守事，权东京（今河南省开封市）留守，曾随周世宗讨伐北汉。官至左骁卫上将军、检校太傅，充枢密使。周恭帝即位，加检校太尉。建隆元年（960年），北宋建立，加同中书门下二品，因其父名吴璋，故避“平章事”之称。原后周节度使李筠据潞州（今山西省长治市）反宋。吴廷祚向宋太祖献策：“潞州城地势险要，且有太行山为阻，如果李筠拒守，很难攻破。李筠向来勇敢但轻率，如果迅速派兵出击，他必定会离开老巢来拦击我部，这样就如同野兽离开了森林，鱼儿离开了深渊，我们就好擒拿了。”后来又献策，平李重进之乱。两为东京留守，统掌枢务。建隆三年（962年）出任雄武军节度使。乾德二年（964年）改镇京兆府，开宝四年（971年）卒。吴廷祚第四子吴元扆。

## 家族
- 曾祖：吳湛，贈太子太保
- 曾祖母：郝氏，追封莒國太夫人
- 祖：吳贊，贈太子太傅、追封邠國公
- 祖母：張氏，追封燕國太夫人、晉國太夫人
- 父：吳弘璋，贈太子太師、追封齊國公
- 母：李氏，追封魯國太夫人、秦國太夫人
- 兄：吳廷斌
- 兄：吳廷誨，成德軍馬步軍都指揮使
- 弟：吳廷人，終官贊善大夫
- 弟：吳廷贊，終官龍捷軍指揮使
- 妻：郭氏，許國太夫人、追封燕國太夫人
  - 子：吳光輔，終官左衛大將軍、平州刺史
  - 子：吳光載，以金紫光祿大夫、西上閤門使、富州刺史、檢校司空、上柱國、南陽郡開國侯、食邑一千戶、左衛將軍致仕、贈左監門衛大將軍
    - 孫：吳昭睿
    - 孫：吳昭明，終官內殿崇班、銀青光祿大夫、檢校太子賓客、騎都尉、汝州兵馬都監兼在城巡檢
      - 曾孫：吳惟勤，三班奉職
      - 曾孫：吳惟讓
      - 曾孫：吳惟昌，三班借職
      - 曾孫：吳守一，終官左千牛衛上將軍
        - 玄孫女：吳氏，適正奉大夫張宗望

      - 曾孫：吳惟清
      - 曾孫：吳惟政
      - 曾孫：吳惟岳
      - 曾孫女：吳氏
      - 曾孫女：吳氏
      - 曾孫女：吳氏，適左班殿直王餘慶
      - 曾孫女：吳氏
      - 曾孫女：吳氏

    - 孫：吳昭矩，將仕郎、廣文館助教
    - 孫：吳昭用
    - 孫女：吳氏，適右侍禁劉承渥

  - 子：吳光範，內殿崇班
  - 子：吴元扆，終官山南東道節度使、特進、檢校太傅、駙馬都尉、贈中書令
    - 孙：吴守礼，终官六宅使、澄州刺史

  - 子：吳元吉，終官西頭供奉官、閤門祗侯、監西京都鹽院
    - 孫：吳昭允，宣德郎、將作監主簿
    - 孫：吳昭緒，鄧州中軍使
    - 孫：吳昭華
    - 孫女：吳氏
    - 孫女：吳氏

  - 子：吳元慶，供備庫副使
  - 女：吳氏，適西頭供奉官李延順
  - 女：吳氏
  - 女：吳氏
  - 女：吳氏
  - 女：吳氏
  - 女：吳氏
  - 仍孙：吴革，南壁統制官、閤門宣贊舍人
- 侄：吳光弼，永興軍衙內都虞候
- 侄：吳光圖，節院使
- 侄：吳光濟，子城使

## 延伸阅读
[在维基数据编辑]
 《宋史·卷257》，出自脱脱《宋史》